# Adelaide United Football Club U21
L'Adelaide United U21 è una società calcistica australiana con sede ad Adelaide. È la formazione Under-21 dell'Adelaide Utd e milita nella NPL SA, la massima divisione del campionato semiprofessionistico dell'Australia meridionale, sotto l'egidia della FSA.

## Storia
Fondata nel 2008, è la seconda formazione dell'Adelaide Utd. È posta sotto l'egidia della Football South Australia e dal 2013 partecipa alla National Premier Leagues, la massima divisione del campionato dell'Australia meridionale.
Nell'ottobre 2014, è stato confermato che la squadra avrebbe gareggiato per le competizioni della Football South Australia, entrando nella State League 1, la seconda divisione del calcio dell'Australia meridionale, nel 2015.
Hanno ottenuto la promozione diretta in National Premier Leagues, nella loro prima stagione nella lega.
Alla prima stagione in National Premier League, si sono classificati 10 °, ad un grandino più in alto della zona retrocessione. Nel 2017 hanno concluso nella stessa posizione del 2016, evitando nuovamente la retrocessione. 
Al termine delle due stagioni senza successo, nella stagione 2018 l'Adelaide United U21 si è qualificata per la prima volta alle NPL SA Finals Series ed è stata sconfitta dal North Eastern MetroStars con un punteggio di 1–0 nelle finali di qualificazione.
Nel 2023 ha conquistato per la prima volta nella sua storia il titolo di campione dell'Australia meridionale, dopo aver sconfitto per 7-2 nella finale il Modbury Jets.

## Palmarès
- National Premier Leagues: 1

2023
- State League 1: 1

2015

## Organico
Aggiornato al 28 febbraio 2024.
| N. |                      | Ruolo | Calciatore       |
| -- | -------------------- | ----- | ---------------- |
| 19 | Australia (bandiera) | A     | Yaya Dukuly      |
| 23 | Australia (bandiera) | C     | Luke Duzel       |
| 36 | Australia (bandiera) | D     | Panashe Madanha  |
| 42 | Australia (bandiera) | D     | Henry Lynch      |
| 44 | Australia (bandiera) | C     | Ryan White       |
| 45 | Australia (bandiera) | D     | Jean-Paul Mbembe |
| 48 | Australia (bandiera) | D     | Bae Versace      |
| 52 | Australia (bandiera) | D     | Sotiris Phillis  |
| 54 | Australia (bandiera) | D     | Bailey O'Neill   |
| 56 | Australia (bandiera) | A     | Jake Porter      |
| 58 | Australia (bandiera) | A     | Harry Crawford   |
| 59 | Australia (bandiera) | D     | Cameron Harris   |
| 60 | Australia (bandiera) | P     | Oscar Page       |
| 61 | Australia (bandiera) | C     | Patrick McGregor |
| 62 | Australia (bandiera) | C     | Fabian Talladira |

| N. |                      | Ruolo | Calciatore         |
| -- | -------------------- | ----- | ------------------ |
| 63 | Australia (bandiera) | C     | Giorgio Parhas     |
| 64 | Australia (bandiera) | A     | Brody Burkitt      |
| 65 | Australia (bandiera) | C     | Joey Garuccio      |
| 67 | Australia (bandiera) | C     | Luka Blazevic      |
| 68 | Australia (bandiera) | A     | James Carocci      |
| 70 | Australia (bandiera) | P     | Giorgos Coutsombes |
| 72 | Australia (bandiera) | A     | Mohammed Hassan    |
| 73 | Australia (bandiera) |       | David Kabazo       |
| 74 | Australia (bandiera) | A     | Amlani Tatu        |
| 75 | Australia (bandiera) | C     | Fabian Grelli      |
| 76 | Australia (bandiera) | C     | Matias Aloisi      |
| 77 | Australia (bandiera) | A     | Riley Stam         |
| 78 | Australia (bandiera) |       | Nichola Malual     |
| 79 | Australia (bandiera) | A     | Feyzo Kasumovic    |